# Rudolf Diesel

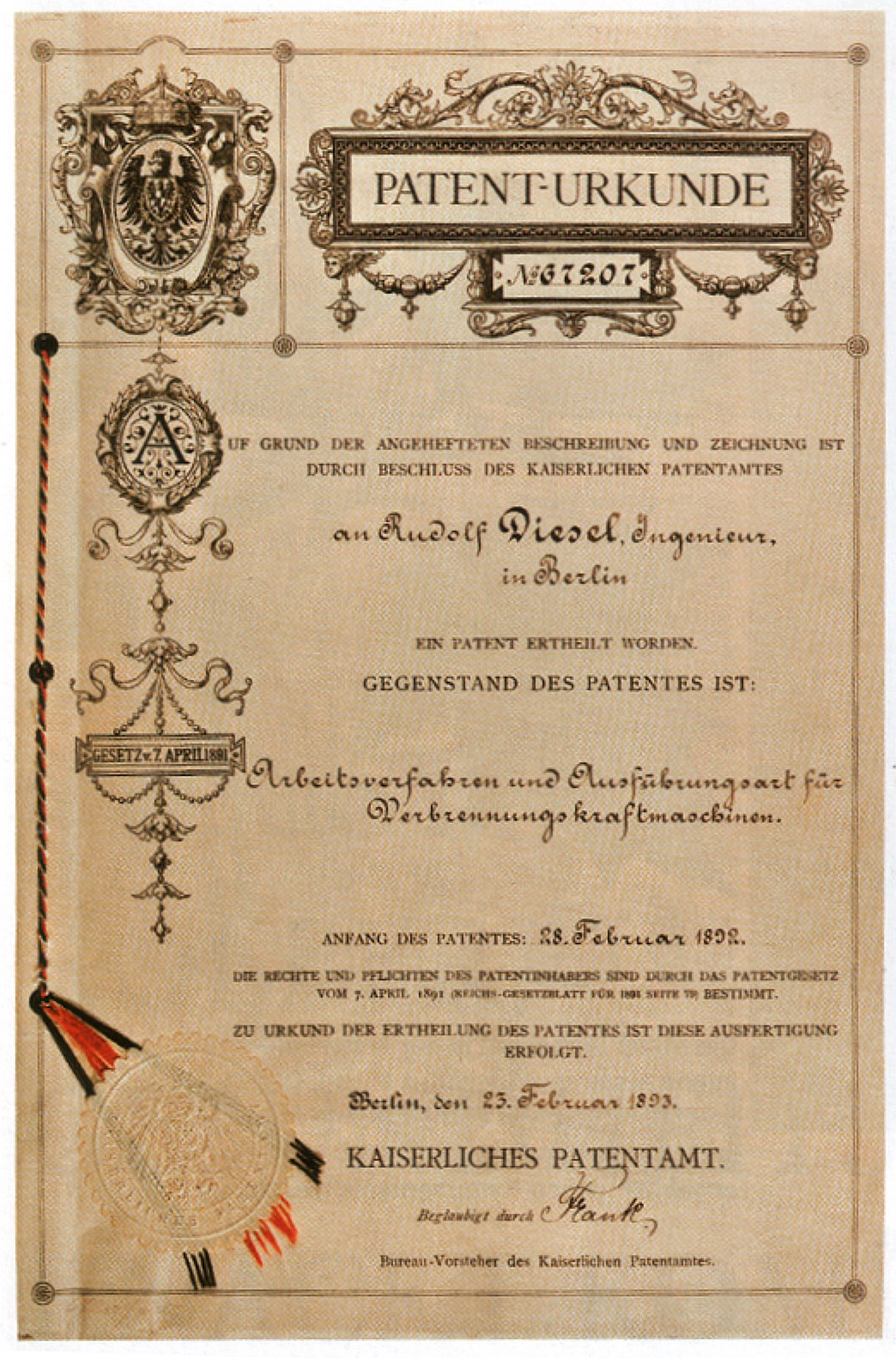
Patent nr 67207

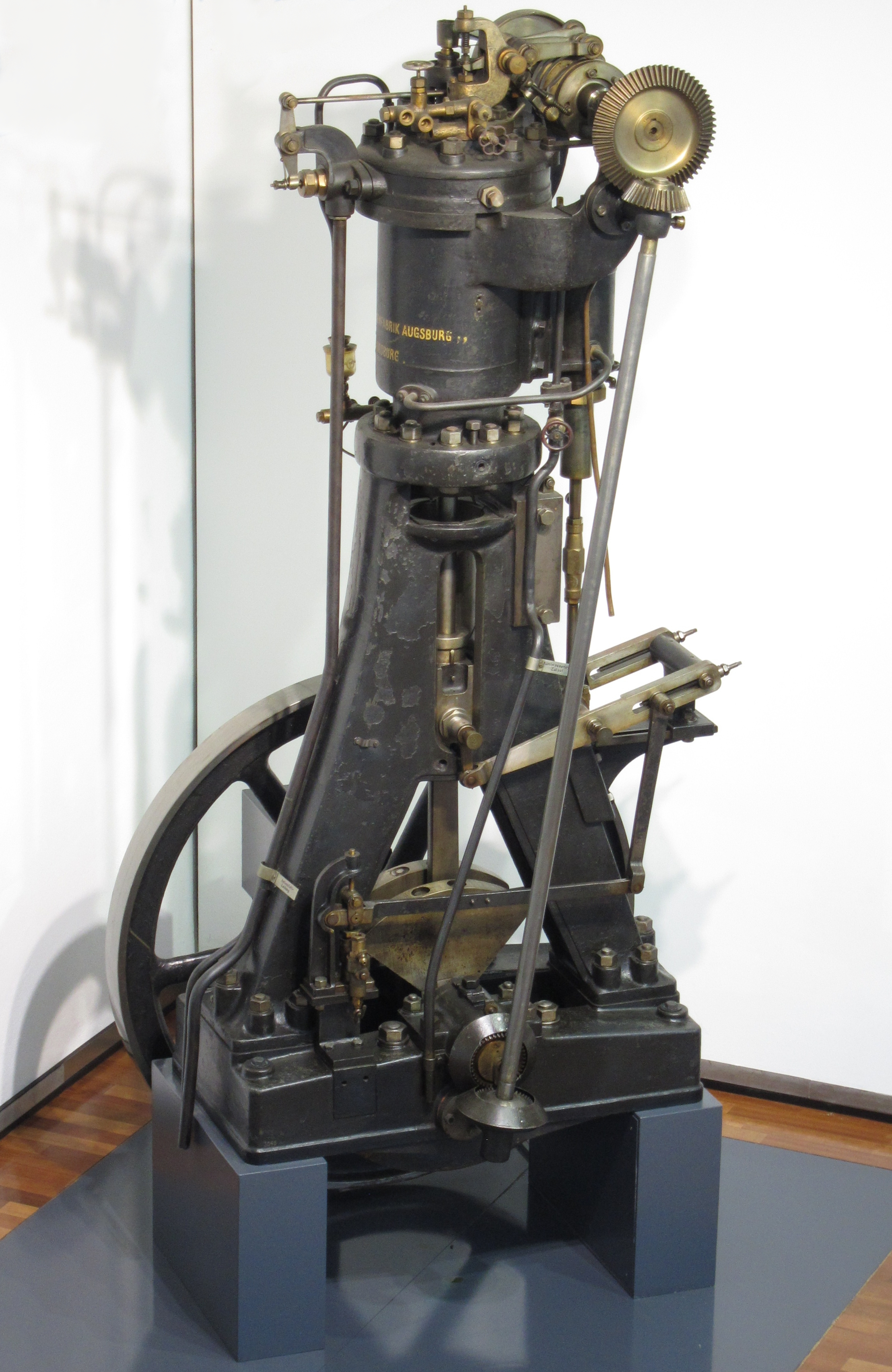
Pierwszy silnik Diesla, siedziba MAN SE

Rudolf Christian Karl Diesel (ur. 18 marca 1858 w Paryżu, zm. 29 września 1913 podczas podróży przez kanał La Manche do Anglii, między Antwerpią a Harwich) – niemiecki inżynier, konstruktor i wynalazca, twórca silnika wysokoprężnego, nazywanego od jego nazwiska silnikiem Diesla.

## Życiorys
Urodził się 18 marca 1858 roku w Paryżu w rodzinie niemieckich emigrantów, jako drugie z trojga dzieci Theodora Diesla (1830–1901), introligatora pochodzącego z Augsburga i później fabrykanta galanterii skórzanej, i Elise Strobel (1826–97). Tam spędził dzieciństwo, pomagając ojcu w firmie rodzinnej.
Po wybuchu wojny francusko-pruskiej (1870-1871) i bitwie pod Sedanem, obcokrajowcy zostali zmuszeni do opuszczenia Francji. Dieslowie uciekli do Londynu, a pod koniec 1870 roku wysłali 12-letniego Rudolfa do krewnych w Augsburgu, by zdobył edukację w szkole kupieckiej. Naukę w szkole kupieckiej rozpoczął w 1872 roku, później uczył się w szkole przemysłu, którą ukończył w 1875 roku jako najlepszy w klasie.
Od młodości pragnął zostać inżynierem i w latach 1875–1879 odbył studia z zakresu inżynierii mechanicznej na politechnice w Monachium, finansując je przy pomocy stypendiów i zarabiając udzielając lekcji prywatnych. W 1878 roku opublikował pierwsze artykuły naukowe, plany konstrukcji maszyny parowej o najwyższej wydajności. Inspiracją do pracy nad bardziej wydajną maszyną parową były wykłady Carla von Linde (1842–1934). Studia ukończył z najlepszym wynikiem w dotychczasowej historii uczelni.
Po studiach pracował dla Lindego przy konstrukcji nowoczesnych chłodziarek i wytwornic sztucznego lodu, a po roku został dyrektorem wytwórni sztucznego lodu w Paryżu. W 1881 roku zaczął współpracować z inżynierem Heinrichem Buzem (1833–1918), ówczesnym dyrektorem „Maschinenfabrik Augsburg AG” (późniejszej „Maschinenfabrik Augsburg-Nürnberg Aktiengesellschaft”, współczesnej MAN SE). W tym samym roku uzyskał swój pierwszy patent, obejmując ochroną prawną metodę wytwarzania lodu w butelkach.
W 1883 roku ożenił się w Monachium z Martą Flasche (1860–1944), z którą miał trójkę dzieci, dwóch synów i córkę. Syn Eugen Diesel (1889–1970) był pisarzem.
Zainspirowany zastosowaniem amoniaku w chłodnictwie, w latach 1883–1889 próbował uzyskać wyższą wydajność silnika cieplnego przy użyciu amoniaku, co jednak zakończyło się fiaskiem. W tym czasie zaczął pracować nad nową maszyną, w której parę zastąpiło wysoko sprężone powietrze. W 1890 roku przeprowadził się do Berlina, gdzie zasiadał w zarządzie spółki zajmującej się halami targowymi i chłodniami. W 1892 roku opatentował w Berlinie wynaleziony nowy rodzaj silnika wysokoprężnego, który wyprodukował w latach 1893–1897 w zakładach Buza w Augsburgu przy wsparciu finansowym Kruppa. Nowy wysokoprężny silnik pracował początkowo na benzynę, a wkrótce na ropę naftową. Zalety silnika w połączeniu z zastosowaniem taniego paliwa przyczyniły się do jego powszechnego użycia w przemyśle, przynosząc Dieslowi sławę i bogactwo.
W 1897 roku Diesel zaczął pracować nad projektem statku powietrznego. W 1898 roku założył fabrykę swoich silników w Augsburgu, a dwa lata później Diesel Engine Company w Anglii.
Sukces Diesla okupiony był ogromnym wysiłkiem, licznymi procesami o prawa patentowe i odpieraniem ataków personalnych, co odbiło się negatywnie na psychice wynalazcy, który przeszedł załamanie nerwowe. Diesel sprzedał wówczas prawa do silnika, by zapewnić byt rodzinie po swojej śmierci, którą wówczas uważał za nieuniknioną. Zaangażował się wówczas w ryzykowne transakcje spekulacyjne, które przyniosły mu wiele strat. Po nieoczekiwanym powrocie do zdrowia, sprzedaż patentów pozbawiła go możliwości dalszej pracy nad doskonaleniem silnika.
W 1901 roku Diesel przeprowadził się do Monachium. Po 1908 roku, kiedy patenty przestały obowiązywać, zajął się dalszym doskonaleniem silnika, budując pierwszy silnik o niewielkich rozmiarach, nadający się do stosowania w ciężarówkach i lokomotywach spalinowych. Technika nie była wówczas jednak tak zaawansowana, by zagwarantować sukces komercyjny tych przedsięwzięć. Silnik znalazł zastosowanie w produkcji seryjnej samochodów osobowych dopiero w 1936 roku. Silnik Diesla stosowany był za to z powodzeniem od 1903 roku na statkach.
Podczas podróży do Stanów Zjednoczonych w 1904 i w 1912 roku, Diesel przyjmowany był niezwykle entuzjastycznie, podczas gdy w Niemczech był atakowany i jego sytuacja finansowa była zła. Diesel był przekonany o wielkiej przyszłości silnika swojego pomysłu dla przemysłu i komunikacji, dzięki jego pracy na łatwiej dostępnym i tańszym do uzyskania paliwie niż silnik benzynowy.
W nocy z 29 na 30 września 1913 roku Diesel podróżował z Antwerpii do angielskiego Harwich, jednak po dopłynięciu na miejsce, nie było go na pokładzie statku. Jego ciało zostało później odnalezione przez holenderską pilotówkę, jednak nie zostało wyłowione. Okoliczności śmierci Diesla nie zostały do końca wyjaśnione. Wysuwane były przypuszczenia, jakoby śmierć nastąpiła wskutek samobójstwa lub zabójstwa dokonanego przez brytyjskich agentów w celu sabotowania niemieckich zbrojeń lub niemieckich agentów w celu niedopuszczenia do sprzedaży licencji na jego silniki za granicę, jednakże brak jest dowodów potwierdzających te hipotezy.

## Publikacje
- 1893 – Theorie und Konstruktion eines rationellen Wärmemotors[3]
- 1903 – Solidarismus, natürliche wirtschaftliche Erlösung der Menschen[1]

## Upamiętnienie
Popiersie Diesla znajduje się w bawarskiej galerii sław Ruhmeshalle w Monachium. W 1957 roku w Wittelsbacher Park w Augsburgu ustawiono kamień upamiętniający wynalazcę.
Jego imieniem nazwano również jedną z odkrytych w 1990 roku planetoid – (10093) Diesel. Imieniem Diesla nazwano norymberską szkołę zawodową – Rudolf-Diesel-Fachschule.
Od 1953 roku Deutsches Institut für Erfindungswesen przyznaje Medal Diesla za wybitną działalność innowacyjną. Od 1955 roku niemieckie zrzeszenie dziennikarzy motoryzacyjnych przyznaje co roku Dieselring osobom, które zasłużyły się na polu bezpieczeństwa ruchu drogowego.